# Paul Steiner (Landrat)
Paul Robert Georg Steiner (* 9. Juli 1860 in Nieder-Hermsdorf, Landkreis Waldenburg, Provinz Schlesien; † 21. Dezember 1902 in Hoya an der Weser) war ein deutscher Verwaltungsbeamter.

## Leben
Paul Steiner studierte an der Universität Breslau Rechtswissenschaften. 1881 wurde er Mitglied des Corps Borussia Breslau. Nach dem Studium trat er in den preußischen Staatsdienst ein. Von 1895 bis zu seinem Tod 1902 war Steiner Landrat des Kreises Hoya.